# Solanas (Cabras)
Solanas è una frazione del comune di Cabras, in provincia di Oristano.

## Storia
Centro abitato di origine medievale, come la vicina Cabras appartenne al giudicato di Arborea e fece parte della curatoria del Campidano di Oristano. Alla caduta del giudicato (1410) entrò a far parte del Marchesato di Oristano. Con la definitiva sconfitta degli arborensi per opera del Regno di Aragona (1478) passò sotto il dominio aragonese e divenne un feudo. 
Nel 1767, in epoca sabauda, il paese fu incorporato nel marchesato d'Arcais, concesso in feudo dal re Carlo Emanuele III ai Flores Nurra, ai quali fu riscattato nel 1839 con l'abolizione del sistema feudale.
Nel 1928 ha perso lo status di comune e fu unito a Cabras.

## Monumenti e luoghi di interesse
Fra i luoghi di interesse si segnala la costruzione medievale della chiesa parrocchiale di San Pietro, che è anche patrono del paese, festeggiato il 29 giugno. Dinanzi a quest’ultima possiamo trovare degli antichi lavatoi, utilizzati in passato quando ancora non si aveva l’acqua in casa, dall’altra parte del paese, nella strada che conduce verso Cabras possiamo trovare altri lavatoi. 

## Economia
Le principali attività economiche sono legate all'agricoltura e all'allevamento.